# Asad ibn al-Furat
Asad ibn al-Furat (árabe: أسد بن الفرات; 828-759) fue un jurista y teólogo de Ifriqiya, que inició la conquista musulmana de Sicilia.

## Biografía
Su familia, originaria de Harrán, en Mesopotamia, emigró con él a Ifriqiya. Asad estudió en Medina con Malik ibn Anas, creador de la escuela malikí, y Abu Hanifah, fundador de la tradición hanafí. Recogió su opinión sobre la ley religiosa en el Asadiyya, que tuvo gran influencia en el África musulmana.
Tras su regreso a Ifriqiya ocupó el cargo de juez en Kairuán, donde pronto entró en conflicto con el emir aglabí Ziyadat Alá I (817-838), tras criticar su estilo de vida lujurioso e impío. Con el fin de deshacerse de este molesto crítico, Ziyadat nombró a Asad líder de una expedición a la Sicilia bizantina. En 827 Asad desembarcó con una fuerza árabe en la isla, y tras derrotar a las tropas bizantinas procedió a atacar Siracusa. Sin embargo, la ciudad no pudo ser tomada y Asad murió al poco tiempo víctima de la peste.
Asad tuvo un importante papel en el establecimiento del madhab hanafí en Ifriqiya.